# 斯维亚托斯拉夫·伊凡诺维奇
斯维亚托斯拉夫·伊万诺维奇（俄语：Святослав Иванович，?—1386年），是斯摩棱斯克公国的一位大公（大親王），於1359年1386年統治斯摩棱斯克大公國，他是斯摩棱斯克大公國大公伊凡·亚历山德罗维奇之子。